# Jahmir Hyka
Jahmir Hyka (ur. 8 marca 1988 w Tiranie) – albański piłkarz występujący na pozycji pomocnika. Obecnie jest zawodnikiem FC Luzern.

## Kariera klubowa
Hyka jest wychowankiem Dinama Tirana. W 2006 roku przeszedł do norweskiego Rosenborga Trondheim. Od czasu debiutu pełnił tam rolę rezerwowego. Przez cały sezon 2006 w lidze zagrał trzy razy. Z klubem zdobył także mistrzostwo Norwegii. W lipcu 2007 odszedł do greckiego Olympiakosu Pireus. Miesiąc po przyjściu do klubu został wypożyczony do ojczystego SK Tirana. Spędził tam jeden sezon, w ciągu którego wystąpił tam w 32 meczach i zdobył 2 bramki. Po zakończeniu sezonu został sprzedany przez Olympiakos do niemieckiego 1. FSV Mainz 05 grającego w 2. Bundeslidze.
W nowym klubie zadebiutował 9 sierpnia 2008 w wygranym po dogrywce 2:1 meczu Pucharu Niemiec z Babelsbergiem. Pierwszy ligowy występ w barwach Mainz zanotował 15 sierpnia 2008 w zremisowanym 3:3 pojedynku z 1. FC Kaiserslautern. W sezonie 2008/2009 rozegrał dla Mainz pięć ligowych spotkań, a jego klub zajął 2. miejsce w ligowej tabeli i awansował do Bundesligi. W 2010 roku odszedł do Panioniosu GSS. Po półrocznym pobycie w Grecji trafił do KF Tirana, a latem 2011 roku został graczem szwajcarskiego klubu FC Luzern

## Kariera reprezentacyjna
Hyka jest byłym młodzieżowym reprezentantem Albanii. W kadrze seniorskiej zadebiutował 13 października 2007 w zremisowanym 0:0 meczu eliminacji Mistrzostw Europy 2008 ze Słowenią. Ostatecznie Albania nie awansowała na mundial. 20 sierpnia 2008 w towarzyskim meczu z Liechtensteinem Hyka strzelił pierwszego gola w trakcie gry w drużynie narodowej. Obecnie jest powoływany do kadry na mecze eliminacji Mistrzostw Świata 2010.